# یارنما
یارنما (به لاتین: Yarnema) یک منطقهٔ مسکونی در روسیه است که در استان آرخانگلسک واقع شده‌است.